# Normani
Normani, née le 31 mai 1996 à Atlanta (Géorgie), est une chanteuse, parolière, danseuse et mannequin américaine. 
Révélée au sein du girl group Fifth Harmony lors de la saison 2 de The X Factor USA, elle entame également une carrière solo à partir de 2016. 
Souvent présentée comme « l'héritière de Beyoncé », elle enregistre son premier single en solo, Love Lies (en), aux côtés de Khalid, pour la bande originale du film Love, Simon (2018). Il atteint la 9e place dans le Billboard Hot 100 américain. La même année, elle signe un contrat avec le label Keep Cool/RCA Records.

## Jeunesse
Normani Kordei Hamilton nait le 31 mai 1996 à Atlanta en Géorgie et grandit à la Nouvelle-Orléans avec ses parents, Andrea et Derrick Hamilton. Elle a deux demi-sœurs plus âgées qu'elle. En 2005, après l'ouragan Katrina, elle déménage avec sa famille à Houston, au Texas.
À l'âge de 3 ans, elle commence à danser et chante du gospel. Au cours de son enfance, elle participe à des concours de danse, de gymnastique et de beauté. À l'âge de 13 ans, elle enregistre sa première chanson et joue un petit rôle dans la série télévisée Treme, produite par HBO.

## Carrière

### The X Factoret Fifth Harmony (2012-2018)

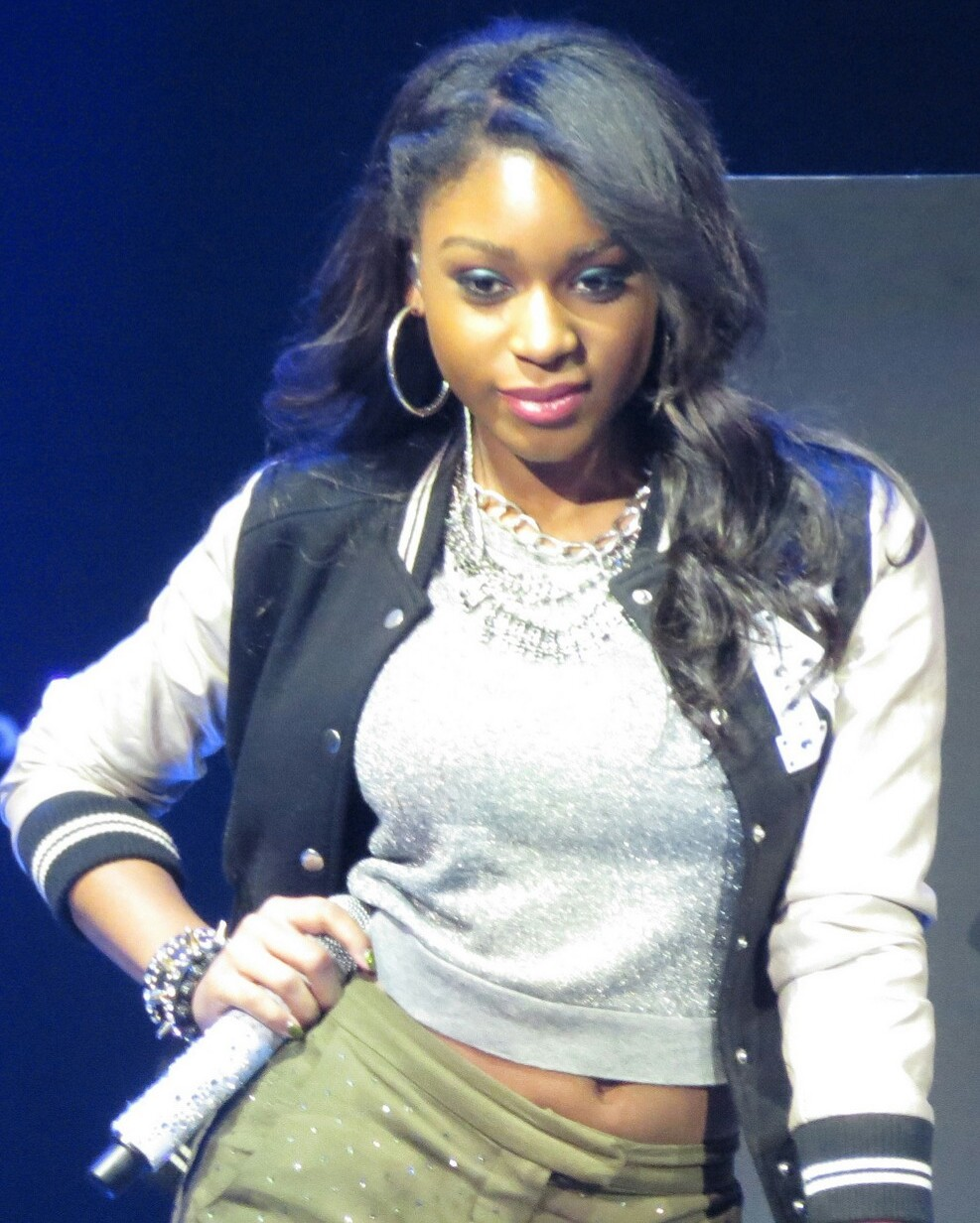
Normani au cours d'un événement iHeartRadio avec les Fifth Harmony en 2013.

En 2012, Normani participe à la deuxième saison de The X Factor US en interprétant Chain of Fools d'Aretha Franklin. Ayant obtenu l'aval des quatre juges, elle est retenue pour le tour suivant. Elle est éliminée au cours du deuxième tour du camp d'entrainement. Cet épisode marque la fin de sa participation à l'émission en tant qu'artiste solo, mais elle y fait par la suite son retour dans un groupe comprenant quatre autres filles, Ally Brooke, Lauren Jauregui, Dinah Jane et Camila Cabello. C’est avec celles-ci que Normani formera plus tard Fifth Harmony. Le groupe parvient à se qualifier pour la finale et termine à la troisième place.
En octobre 2013, les Fifth Harmony sortent leur premier EP, Better Together. Le groupe présente ensuite son premier album, Reflection (2015), puis un deuxième, 7/27 (2016), qui engendre des singles tels que Worth It ou Work from Home. 
Le 25 août 2017, Fifth Harmony sort un troisième album, le premier en tant que quatuor. Le 19 mars 2018, les quatre filles annoncent que le groupe prend une pause d'une durée indéfinie pour qu'elles puissent poursuivre des carrières individuelles.

### Carrière en solo (depuis 2015)

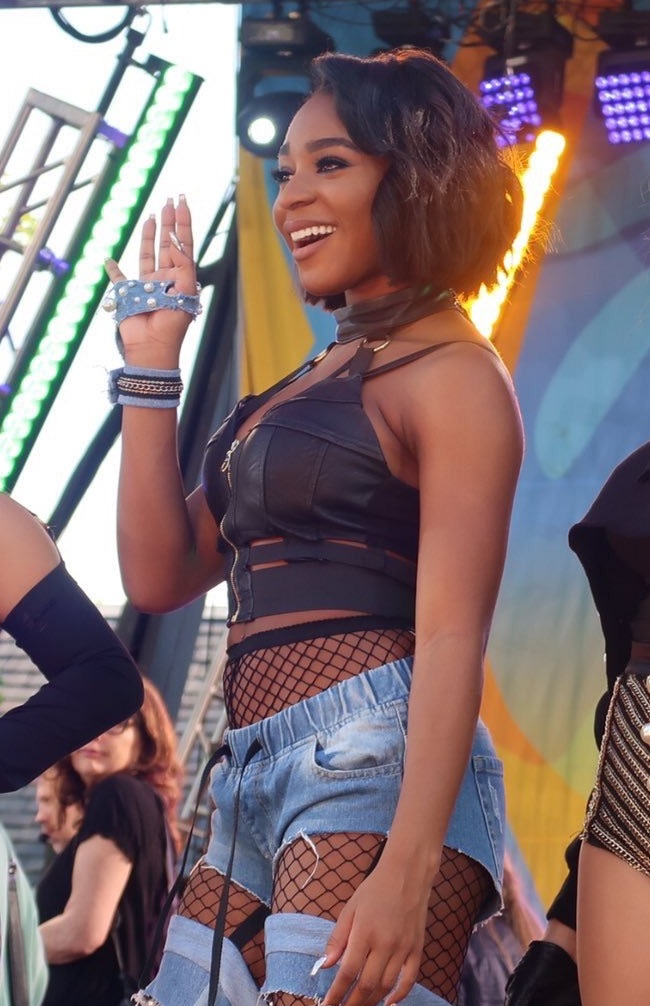
Normani se produit en 2017 avec Fifth Harmony.

En 2015, Normani publie sur YouTube deux vidéos de danse, Commas et Do Not Disturb avec le chorégraphe de Fifth Harmony, Sean Bankhead. En décembre 2017, elle sort trois reprises avec l'aide des producteurs The Invaders : Fake Love et Sneakin' de Drake, Cranes In The Sky et Don't Touch My Hair de Solange et Say It de Tory Lanez.
Normani participe à la saison 24 de Dancing with the Stars. Son partenaire est le danseur de salon professionnel Valentin Chmerkovskiy. Le tandem atteint la finale et se classe troisième.
| Semaine                                                                                 | Danse/Chanson | Score des juges | Score des juges | Score des juges | Score des juges | Résultat          |
| --------------------------------------------------------------------------------------- | --- | --------------- | --------------- | --------------- | --------------- | ----------------- |
| Semaine                                                                                 | Danse/Chanson | Inaba           | Goodman         | Hough           | Tonioli         | Résultat          |
| 1                                                                                       | Quickstep / Good Time, Good Life | 7               | 6               | 7               | 7               | Pas d'élimination |
| 2                                                                                       | Cha-cha-cha / Give Me Your Love | 8               | 8               | 8               | 8               | Sauvé             |
| 3                                                                                       | Foxtrot / Big Spender | 8               | 8               | 9               | 9               | Sauvé             |
| 4                                                                                       | Rumba / Impossible | 8               | 7               | 8               | 9               | Sauvé             |
| 5                                                                                       | Paso Doble / I'll Make a Man Out of You                                                                                                 | 10              | 9               | 10              | 10              | Sauvé             |
| 6                                                                                       | Salsa / When I Grow Up Team Freestyle / My Boyfriend's Back, No Scrubs & Boss                                                           | 10 8            | 8 8             | 10* 9*          | 10 9            | Sauvé             |
| 7                                                                                       | Tango argentin / Quizas, Quizas, Quizas                                                                                                 | 10              | 10              | 10^             | 10              | Sauvé (Immunité)  |
| 8                                                                                       | Contemporain / Freedom Trio Jive / Feeling Alive                                                                                        | 10 10           | 10 9            | 10 10           | 10 10           | Sauvé             |
| 9 Demi-finale                                                                           | Valse viennoise / Desperado Jazz / What a Wonderful World                                                                               | 9 10            | 9 10            | 9 10            | 9 10            | Sauvé             |
| 10 Finale                                                                               | Quickstep / Check It Out Freestyle / What the World Needs Now Is Love Fusion Tango argentin & Foxtrot / There's Nothing Holdin' Me Back | 10 10           | 9 10            | 9 10            | 10 10           | Troisième place   |
| *Score donné par le juge invité Nick Carter ^Score donné par le juge invité Mandy Moore | |                 |                 |                 |                 |                   |

Normani participe au clip Young Dumb & Broke de Khalid ,, et confirme au même moment qu'ils étaient en train de travailler[Quand ?] sur de nouveaux projets. Le 21 octobre 2017, il est annoncé que Normani rejoint la société de gestion S10 Entertainment en tant qu'artiste solo,. Elle a également signé son propre contrat solo avec Stellar Songs en tant qu'auteur-compositeur, et en tant que modéliste[pas clair] avec Wilhelmina. Le 14 février 2018, Normani publie une chanson avec Khalid intitulée Love Lies (en) pour la bande originale du film, Love, Simon. Le single fait ses débuts à la 43e place dans le Billboard Hot 100 américain, marquant ainsi la plus haute position en première semaine en tant que premier single par une membre d'un girlsband. Le single atteint ensuite la 9e place dans le classement, et se classe en tête du Mainstream Top 40. Le titre Love Lies entre dans les classements nationaux de nombreux pays. Il atteint le top 10 aux États-Unis, en Nouvelle-Zélande, Australie, Royaume-Uni, Ireland, Danemark et au Portugal. En 2019, le Billboard américain la nomme la septième plus grande chanson de la décennie des années 2010 sur le classement Top 40 Mainstream.
En avril 2018, il est annoncé que Normani avait signé avec Keep Cool/RCA Records pour son premier album solo. Normani confirme alors qu'elle travaille sur une future collaboration musicale avec Missy Elliott. Billboard a confirmé qu'elle collaborait également avec Calvin Harris et Kehlani. Elle publie deux nouvelles chansons, son premier single Checklist & Slow Down avec Calvin Harris & Wizkid,. En novembre 2018, elle sort son premier single, Waves, aux côtés de 6lack. Normani déclare en décembre 2018 qu’elle travaille avec Pharrell Williams sur la musique pour son album. Le 11 janvier 2019, le chanteur Sam Smith sort la chanson Dancing With A Stranger, accompagné de Normani. Le titre se hisse à la 7e place du Billboard Hot 100, ce qui est alors la plus haute position atteinte par Normani dans ce classement. Le titre est également un succès international puisqu’il se classe dans le top 10 des classements de plusieurs pays comme la France ou le Royaume-Uni. Normani sort le single Motivation, co-écrit par Ariana Grande, le 16 août 2019, en faisant son premier single solo. En septembre 2019, Normani annonce que son album, composé de quatorze titres, sortira en 2020 car il est « à moitié » terminé.
En 2019, Normani participe à la bande originale du film Charlie’s Angels avec la chanson Bad To You avec les artistes Nicki Minaj et Ariana Grande. L'année suivante, elle participe à la bande-originale d'un autre film, Birds of Prey, avec la chanson Diamonds en collaboration avec Megan Thee Stallion.
Le 16 juillet 2021, Normani sort un nouveau single, Wild Side, avec Cardi B. La chanson est le premier single de son prochain album studio. La chanson atteint la 14e place du Billboard Hot 100 et se place au premier rang des classements R&B Streaming Songs, R&B digital song sales et Urban radio. La chanson est l'une des pistes les plus appréciées de 2021 sur Pandora,. Elle est nommée pour plusieurs distinctions, dont le MTV Video Music Award pour la chanson d'été et le MTV Europe music award pour la meilleure vidéo. Elle remporte le Soul Train music Award pour la meilleure performance de danse et le UK Music video award pour la meilleure R&B Vidéo Soul Internationale et le titre est certifié or par la RIAA. En août 2021, Normani fait une apparition dans le clip de Baby Keem et Kendrick Lamar pour Family Ties. Normani a également interprété Wild Side au MTV VMAS 2021 et au Savage X Fenty Show Vol 3 de Rihanna,.

### Influences
Parmi ses influences, Normani cite principalement la musique R&B des années 1990 et 2000, Aaliyah, Alicia Keys, Mariah Carey, Janet Jackson, Beyoncé, Jennifer Hudson et Lauryn Hill, mais aussi Aretha Franklin, Missy Elliott, ou encore Britney Spears.

## Autres activités
Normani est impliquée dans plusieurs œuvres de bienfaisance telles que Girl Scouts of America et la Ryan Seacrest Foundation,. En septembre 2016, après avoir été victime d'attaques racistes en ligne, Normani devient ambassadrice de la diversité par la fondation Cybersmile, une organisation internationale à but non lucratif fournissant un soutien aux victimes de cyber-harcèlement et de haine en ligne. Le 24 février 2017, l'American Cancer Society annonce que Normani devient l'une de leurs ambassadrices mondiales pour la sensibilisation à l'importance du dépistage du cancer du sein et de la vaccination contre le VPH.
Le 26 janvier 2017, Normani est l'invitée des 11th annual Stars & Strikes Celebrity Bowling Tournament organisé par A Place Called Home.

## Vie privée
Elle commence à fréquenter le joueur de football américain DK Metcalf en 2022 et ils se fiancent en mars 2025.

## Discographie

### Albums
- 2024 : Dopamine

### EPs
- 2018 : Normani x Calvin Harris (avec Calvin Harris)[44]

### Singles

#### En tant qu'artiste principal
| Titre                                    | Année | Positions | Positions | Positions | Positions | Positions | Certifications                      | Album                                            |
| Titre                                    | Année | US        | AUS       | CAN       | IRE       | UK        | Certifications                      | Album                                            |
| ---------------------------------------- | ----- | --------- | --------- | --------- | --------- | --------- | ----------------------------------- | ------------------------------------------------ |
| Love Lies (en) (avec Khalid)             | 2018  | 9         | 3         | 21        | 9         | 12        | - RIAA : 4× Platine - BPI : Platine | Love, Simon (Original Motion Picture Soundtrack) |
| Checklist (avec Calvin Harris et Wizkid) | 2018  | —         | —         | —         | 76        | 98        |                                     | Normani x Calvin Harris                          |
| Slow Down (avec Calvin Harris)           | 2018  | —         | —         | —         | —         | —         |                                     | Normani x Calvin Harris                          |
| Waves (avec 6lack)                       | 2018  | —         | —         | —         | —         | —         |                                     | À venir                                          |
| Dancing with a Stranger (avec Sam Smith) | 2019  | 7         | 6         | 8         | 4         | 3         | - RIAA : 2× Platine - BPI : Platine | À venir                                          |
| Motivation                               | 2019  | 33        | 28        | 24        | 20        | 27        | - BPI : Argent                      | À venir                                          |
| Candy Paint                              | 2024  |           |           |           |           |           |                                     |                                                  |

### Collaborations
- 2018 : Jessie Reyez feat. Normani & Kehlani - Body Count remix
- 2018 : Quavo feat. Normani & Davido - Swing
- 2019 : Normani feat. 21 Savage - Motivation remix
- 2019 : Ariana Grande, Normani & Nicki Minaj - Bad to You (Pour Charlie's Angels)
- 2020 : Megan Thee Stallion & Normani - Diamonds (Pour Birds of Prey)
- 2021 : Normani feat. Cardi B - Wild Side
- 2022 : Josh Levi feat. Normani - Don’t They remix
- 2022 : Calvin Harris feat. Tinashe & Normani & Offset - New To You
- 2024 : Normani feat Gunna - 1:59
- 2024 : Gunna feat Normani - $$$
- 2024 : Khalid & Normani - Personal
- 2025 : Ciara & Normani feat Teyana Taylor - Ecstazy remix

## Filmographie partielle

### Au cinéma
- 2024 : Freaky Tales de Anna Boden et Ryan Fleck : Entice

### À la télévision
- 2023 : Cool Attitude, encore plus cool de Bruce W. Smith : Giselle (voix)